# Gagrella mjobergi
Gagrella mjobergi is een hooiwagen uit de familie Sclerosomatidae.